# Miranka
Miranka (Bontámka, Miřanka, Halovka) je usedlost v Praze 3 –Žižkově v ulici Husitská 70/24. Spolu s objektem výrobní haly s loggií kina Ponec a komínem z režného zdiva je od roku 2005 chráněna jako kulturní památka ČR.

## Historie
Vinice je na území mezi Trocnovskou ulicí a Kostnickým náměstím doložena již v 16. století. Roku 1843 zde byl poplužní dvůr s vinicí, který měl více čísel popisných (čp. 3, čp. 4, čp. 40, čp. 70). Původně tyto objekty vlastnili různí majitelé, kteří je i různě užívali. Miranka na své západní straně sousedila s pozemky Krenovky, na východní hranici vznikly později ulice Jeronýmova a Blahníkova, severní hranicí byla silnice Horská (Husitská), přes kterou ve své východní části sousedila s usedlostí Velká Proutková, a na její jižní straně vznikla později ulice Seifertova.
V 18. století držel usedlost Václav Mirany. Ještě v polovině 19. století zde vinohrad existoval a údajně plodil „dobré sladké hrozny“.
Rozsáhlou usedlost tvořila obytná budova, stáje, kolna pro koláře, kovárna, továrna na řepkový olej a velká zahrada. Patrová obytná budova na obdélném půdorysu měla šindelovou střechu z 18. století. V jejím přízemí byly byty pro koláře, nožíře a pekaře, v prvním patře byty pro letní hosty. Sklep na mléko se nacházel v místech železničního viaduktu. Ve velké zahradě v místech Kostnického náměstí stál gloriet, na vinici pak viniční dům.

### Průmyslová historie
Roku 1832 koupil usedlost Josef Halla a zřídil zde továrnu na výrobu náhražky kávy a řepkového oleje. V 2. polovoně 19. století získala továrnu firma Rudolf Stabenow, kovové zboží, která vyráběla zařízení pro cukrovary a pivovary. Tato firma byla založena v Praze již roku 1860 jako mědikovectví (Metallwaren). Stabenow nechal původní továrnu odstranit a roku 1887 postavil továrnu novou. Miranku tak obklopily budovy projektantů Beneše a Sakaře, samotnou usedlost projektanti upravili pro administrativní potřeby. Výrobna ukončila činnost roku 1905 a následující rok se přestěhovala do Čelákovic. Roku 1909 pozemky s budovami zakoupilo Město Žižkov.
- Část továrny byla zbourána a uvolněné místo posloužilo jako stavební parcela pro čtyři kubistické domy – čp. 753 (původní čp. továrny), čp. 1249, čp. 1251 a čp. 1253.[4]

- V další části provozoval od roku 1910 František Ponec svůj biograf. Pro tyto účely přestavěl pravděpodobně architekt Karel Mašek tovární halu, před kterou představil trojdílné průčelí. Jednalo se tak o raný příklad přeměny továrny ke kulturním účelům. Kino zrekonstruoval roku 1999 architekt Michael Klang pro taneční divadlo Ponec.[4]

Z původního dvora se dochovala pouze klasicistní obytná budova čp. 70, z továrny kromě přestavěné výrobní haly ještě komín.